# 흰비단병균

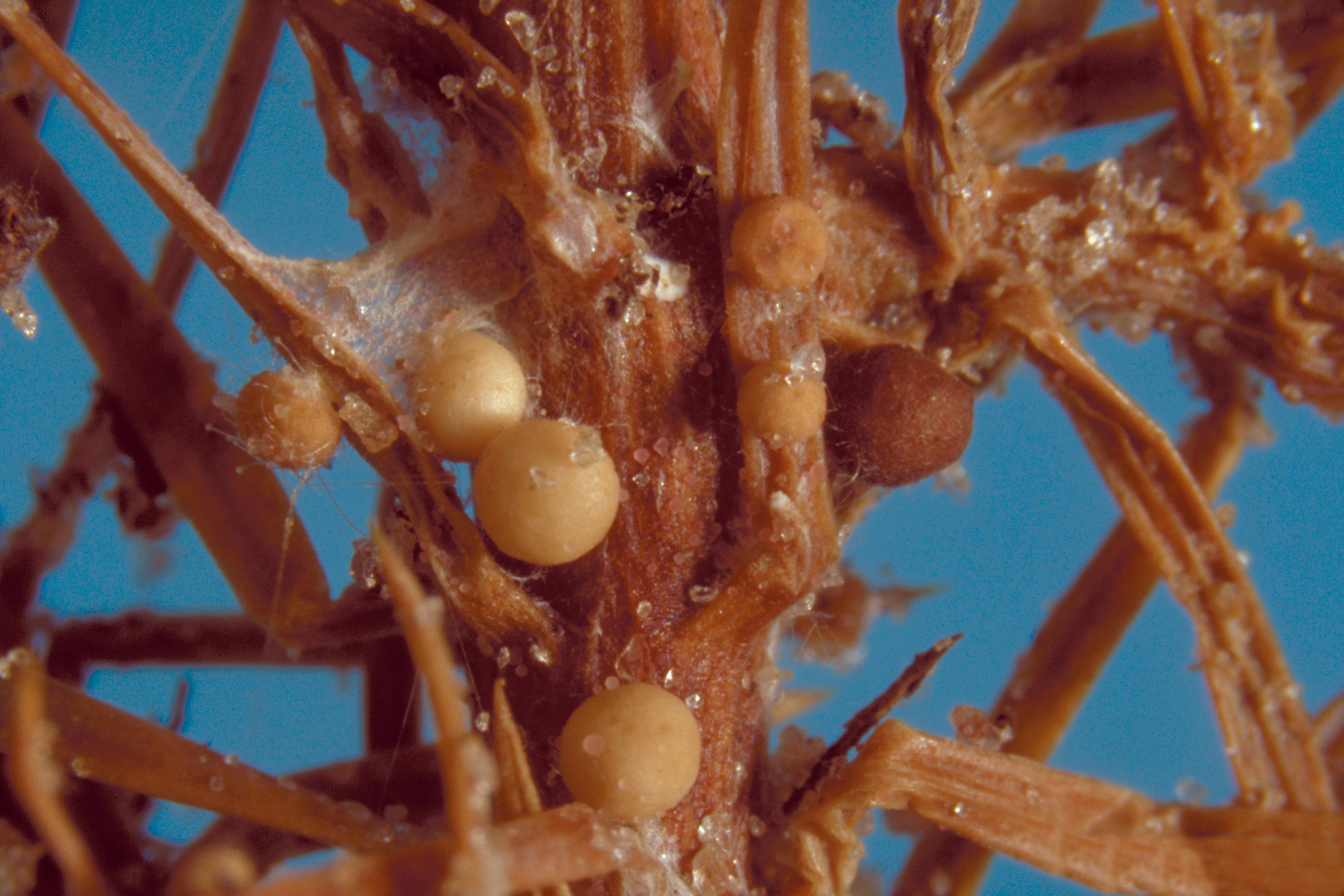

흰비단병균, 백견병균(Athelia rolfsii)은 부후고약버섯과에 속하는 코르티시이드 곰팡이이다. 통성 식물 병원체이며 작물에서 "백견병"의 원인이 되는 인자이다.

## 분류
이 종은 1911년 이탈리아 균학자인 피에르 안드레아 사카르도(Pier Andrea Saccardo)에 의해 처음 기술되었으며, 플로리다에서 토마토 마름병의 원인으로 명명되지 않은 곰팡이를 고려한 피터 헨리 롤프스(Peter Henry Rolfs)가 그에게 보낸 표본을 기반으로 한다. 사카르도로 보낸 표본은 균사와 경화증으로 구성된 무균 상태였다. 그는 이 종을 Sclerotium의 옛 형태 속으로 분류하여 Sclerotium rolfsii라고 명명했다. 그러나 이것은 현대적 의미에서 균핵(Sclerotium)의 종이 아니다.
1932년에 마리오 쿠르지(Mario Curzi)는 텔레오모르프(포자 함유 상태)가 코르티시이드 균류라는 것을 발견했고 따라서 이 종을 코르티시움 속(genus Corticium)의 형태로 분류했다. 균류의 보다 자연스러운 분류로 이동하면서 코르티쿠스 롤프시(Corticium rolfsii)는 1978년에 Athelia로 이전되었다.